# حمام خيزرانة
حمّام خيزرانة أو خيزرانية وهو من حمامات بغداد العامة ويقع في جانب الرصافة في محلة الحيدرخانة في الزقاق الذي يقابل جامع الحيدرخانة. واشارت اليه مصادر أخرى باسم (خيزرانية) حيث جاء في ملحق تاريخ محاسن بغداد: ان «حمام خيزرانية يقع في الحيدرخانة». وورد في معجم الجغرافية لمدينة بغداد القديمة باسم (خيزرانه) فجاء فيه ان «حمام خيزرانه في الرصافة في محلة الحيدرخانه الباب في الدربونه في الجهة المقابلة للجامع يبدأ من الجامع جهة باب الآغا».